# タレス・グループ
タレス（仏: Thales S.A.）は、フランスの大手電機企業であり、航空宇宙分野、防衛分野、交通システム分野、セキュリティ分野での情報システムと各種サービスを提供している。フランスのパリ近郊のラ・デファンスに本社があり、ユーロネクスト・パリに上場している。（Euronext: HO ）
2000年末にイギリスの防衛機器メーカー「Racal Electronics plc」を£1.3bn（13億ポンド）で吸収合併した時に合わせて、社名を「トムソンCSF」（Thomson-CSF）から「タレス」（Thales）に変更した。タレスは下記のようにフランス政府が筆頭株主で、世界中の50ヶ国以上で活動している。2006年には70,000人の従業員を擁して、130億ユーロの総収益をあげた。世界中の企業規模の順位でいえば、2010年のFortune500社リストでは475位であり、軍需産業だけに限れば11位であった。売り上げの60%が軍需部門で、この割合は毎年あまり変わらない。
古代ギリシアの哲学者の名前「Θαλῆς Thalēs」からとっており、フランス語に由来する[talɛs]や[tɑlɛs]と発音される。

## 営業分野
タレス社は世界中で活動しており、イギリスやアメリカはもちろんの事、アジアではオーストラリアや中華民国(台湾軍)及び日本の自衛隊の国際共同開発にも参加する西側を代表するコングロマリットである。本国フランス軍の国防関連産業でも（主にRacalの買収の結果として）大きな存在であり、いくつかの重要な契約を結んでいる。国際合同企業であり世界でも有数の規模を誇る。
- イギリス海軍の将来型空母建造計画（Carrier Vessel Future programme、CVF計画）の提案競争をタレス社の設計案が勝ち残った。自国用では原子力空母の一部電源保守管理業務と原潜関連受注が多く、水上戦闘艦としてはフランス海軍(ミストラル級)用とロシア海軍用（ロシア向けミストラル級売却問題で後にエジプト向けに振り分けされた強襲揚陸艦）の艦艇にも、21世紀以降ドイツやオランダの国防体制合法企業であるDCNSなどとも緊密に連携した国際共同開発製品が多く、西側全体ではボフォース社及びレイセオン社系列企業やロッキード・マーティンと共に、NATOの集団的国防体制構築に大きく携わっている）

- イギリス空軍の将来型戦略空中給油機（Future Strategic Tanker Aircraft、FSTA）の計画でもコンソーシアム内の1社として入札に勝ち残った。

- タレスUK社はイギリス陸軍の無人航空機（UAV）「ウォッチキーパー」計画を勝ち取った。

- タレス社はSWARM（Stabilised Weapon And Reconnaissance Mount）遠隔操作ステーションを製作した。

- タレス社はDCNS（Direction des Constructions Navales Services）社と共同でフランス海軍の多数の艦船を設計した。

## 主な株主
（2014年現在）
- フランス政府: 26.4%
- ダッソー・グループ（Dassault Group）: 25.3%

## 歴史
タレス社の前身である「Thomson-CSF」は1893年設立の「Compagnie Française Thomson-Houston」（コンパニー・フランセーズ・トムソン・ヒューストン社：CFTH、米トムソン・ヒューストン・エレクトリック（現：ゼネラル・エレクトリック）のフランスにおける関連企業）から発展してきた。厳密には、Thomson-CSF社は1966年の「Hotchkiss-Brandt」（オチキス・ブラント社）買収時に「Thomson-Houston-Hotchkiss-Brandt」（トムソン・ヒューストン・オチキス・ブラント社：THHB）と改称後に1968年にTHHB社からさらに名前が変更された「Thomson-Brandt」（トムソン・ブラント社）が電気部門に「Compagnie Générale de Télégraphie Sans Fil」（無線電信公社、CSF）社を合併した時に生まれた。1982年に「Thomson-CSF」が「Thomson-Brandt」に合併される形で「Thomson」となり国有化されるも対外的にはそれぞれが独立した企業として扱われていた。1990年代後半に民営化され、前述の通り英Racal社の買収により現社名となった（この民営化の際に1988年に分社されていた家電部門が別のプロセスを経て民営化したのが現在の「Vantiva」（ヴァンティヴァ）社である）。
2001年の6月には、レーダー事業部と通信システム事業部を合わせて、米レイセオン社（Raytheon）と合同で50%ずつの持ち株比率のジョイント・ベンチャー「ThalesRaytheonSystems」社を設立した。
2002年には、タレス社は造船計画全体の契約を受けられるように、フランスの造船会社「DCN社」と共にジョイント・ベンチャー会社「Armaris」を作った。
2003年には、タレスUK社がイギリス海軍の将来型空母建造計画（Carrier Vessel Future programme、CVF計画）の契約を勝ち取り、2007年現在では、BAEシステムズ（BAE Systems）とイギリス国防省と共に提携会社を構成している。タレス社はDCN社と共にフランス次期空母（Future French aircraft carrier）を建造し、その基本設計はタレス社のものが使用される予定である。
2006年には、タレス社が、低煙火薬やブッシュマスター歩兵機動車（Bushmaster Infantry Mobility Vehicle）といった軍事兵器を製造するAustralian Defence Industries（ADI）社を買収することが許可された。2006年の9月6日には、ADI社が保有する全てのブランドがタレス社に置き換えられ、以降タレス・オーストラリアに、ウェブ・サイト上の表記も変更された。
2006年6月に、タレス社はAlcatel Alenia Space社が67%、Telespazio社が33%保有するアルカテル社の宇宙事業を買収すると発表した。同時にアルカテル社のRail Signalling Solutions事業部の保有をめぐって、アルカテル社が保有するタレス社の株式を21.66%にまで拡大すると発表した。フランス政府はこの買収によって、タレス社の保有割合を31.3%から27.1%まで減らすことになった。アルカテル社の広報ウェブ・ページでは、システム・インテグレーション活動も含まれるとしている。
2017年12月、オランダに本社を置くデジタルセキュリティ企業のジェムアルトを買収し傘下におさめ、タレスのデジタル事業を同社に統合する事業再編を発表した。
2021年8月、同社の鉄道信号部門（en:Thales Rail Signalling Solutions）を日本の日立製作所が買収することが発表された。2024年6月１日、売却が完了した。

## グループ企業
テクニカラー（旧トムソン・マルチメディア）
タレス・ネーデルラント（Thales Nederland）
合併以前はシグナール(Hollandse Signaalapparaten)社と呼ばれていた。
製品
- C4ISRシステム
  - LWシリーズ
  - DAシリーズ
  - ZWシリーズ
  - SMART-S
  - SMART-L
  - MW-08
  - APAR
  - WM-20シリーズ
  - STIR/STING
  - SEWACO

- 兵器システム
  - ゴールキーパー CIWS

タレス・アンダーウォーター・システムズ（Thales Underwater Systems）
合併以前はトムソン・マルコーニ・ソナー社と呼ばれていた。
製品
- TSM-2400 ターポン・ソナー
- TSM-2630 ディオドン・ソナー
- TSM-2633 スフェリオン・ソナー
- TSM-2681/82/83 ATAS
- UMS-4110
- UMS-4132 キングクリップ・ソナー
- UMS-4229/49 CAPTAS
- UMS-4320 CAPTAS NANO

タレス・エア・ディフェンス（Thales Air Defence）
合併以前はショーツ・ミサイル・システムズ(Shorts Missile Systems)社と呼ばれていた。
- ブローパイプ
- ジャベリン
- スターバースト
- スターストリーク
- マートレット
- ヘルファイア (ライセンス生産)

タレス・オプトロニクス（Thales Optronics）
- PIRATE（IRST）

## 日本におけるタレス
日本法人「タレスジャパン株式会社」は、1973年にトムソンCSFの日本法人が設立されて以来の歴史を持ち、防衛、サイバーセキュリティ、民間航空、宇宙、交通システムの各事業部門において技術提供を行っている。オフィスは東京（港区および大田区）にある。
近年では、陸上自衛隊へのブッシュマスターの納入（2015年）や、日本航空の保有するボーイング767、ボーイング777、ボーイング787への、タレスのAVANT機内エンターテイメントシステムの採用（2017年）、陸上自衛隊へのタレスオーストラリアのハーケイ軽装甲機動車の試験（2022年）などが行われている。